# یانقویی سفلی
یانقویی سفلی روستایی در دهستان الویر بخش خرقان شهرستان زرندیه استان مرکزی ایران است.

## جمعیت
بر پایه سرشماری عمومی نفوس و مسکن در سال ۱۳۹۵ جمعیت این روستا ۳۵ نفر (۱۲خانوار) بوده‌است.